# Internationaler anarchistischer Kongress von London
Der internationale anarchistische Kongress von London war eine Versammlung anarchistischer Gruppierungen und Individuen zwischen dem 25. Juli und dem 1. August 1958.

## Ursprung
In der Tradition der anarchistischen Kongresse von 1907 in Amsterdam, 1922 in Berlin und 1949 in Paris handelte es sich beim Londoner Kongress um ein internationales Treffen mit der Absicht zur Organisierung der anarchistischen Bewegung. Abgehalten wurde der Kongress im Londoner Club Malatesta.

## Teilnehmer
Am Kongress anwesend aus Deutschland waren Mitglieder der Gruppe Information aus Hamburg, der Gruppe Befreiung aus Mülheim an der Ruhr und der Gruppe Wuppertal-Barmen. Aus England anwesend waren Mitglieder des Club Malatesta, des Internationalen anarchistischen Zentrums, der anarchistischen Gruppe London sowie von Freedom Press. Aus Belgien ein Mitglied der Gruppe Pensée et Action aus Brüssel. Aus den Niederlanden waren zwei Mitglieder der Anarchistischen Föderation anwesend. Aus Frankreich waren Vertreter der Anarchistischen Föderation und der anarchistischen Gruppen für revolutionäre Aktion (GAAR) sowie Mitglieder der spanischen und der bulgarischen Bewegung im Exil angereist. Auch aus Italien waren zwei Mitglieder der Anarchistischen Föderation angereist. Daneben waren Gruppen aus Chile, Schweden vertreten. Des Weiteren waren via delegierte Mandate weitere Gruppen aus Argentinien, Deutschland, Irland und den USA vertreten sowie weitere Gruppen (etwa aus Mexiko, Kuba oder Japan) durch Briefe präsent. Zwei Anarchisten aus der Schweiz konnten wegen administrativen Problemen nicht am Kongress teilnehmen.

## Organisatorische Entwicklung
Nachdem 1948 in Paris die CRIA (Commission de Relations International Anarchistes) gegründet wurde, um internationale Beziehungen aufrechtzuerhalten und auszubauen, wurde am Londoner Kongress dieser Absicht weiter Ausdruck verliehen durch die Gründung der Internationalen Anarchistischen Kommission – CIA (Commission International Anarchiste). Diese bestand aus einem Sekretariat, welches in London beheimatet war und mit diesem in Verbindung stehenden korrespondierenden Mitgliedern von verschiedenen Organisationen und Ländern. Das Sekretariat übernahm die Aufgaben der CRIA und wurde von Giovanni Baldelli (unter dem Pseudonym John Gill) betreut.